# حامد مرسی
حامد مرسی (زادهٔ ۱۹۰۰، استان بحیره - وفات ۱۹۸۲، قاهره) یک خواننده و بازیگر اهل مصر است. او در عرصهٔ بازیگری تأثیر گرفته از بازیگر فقید مصر، سید درویش بود؛ و در عرصهٔ موسیقی، چندین همکاری با ام کلثوم
محبوب‌ترین خواننده مصر داشته‌است.